# Casco de Montefortino

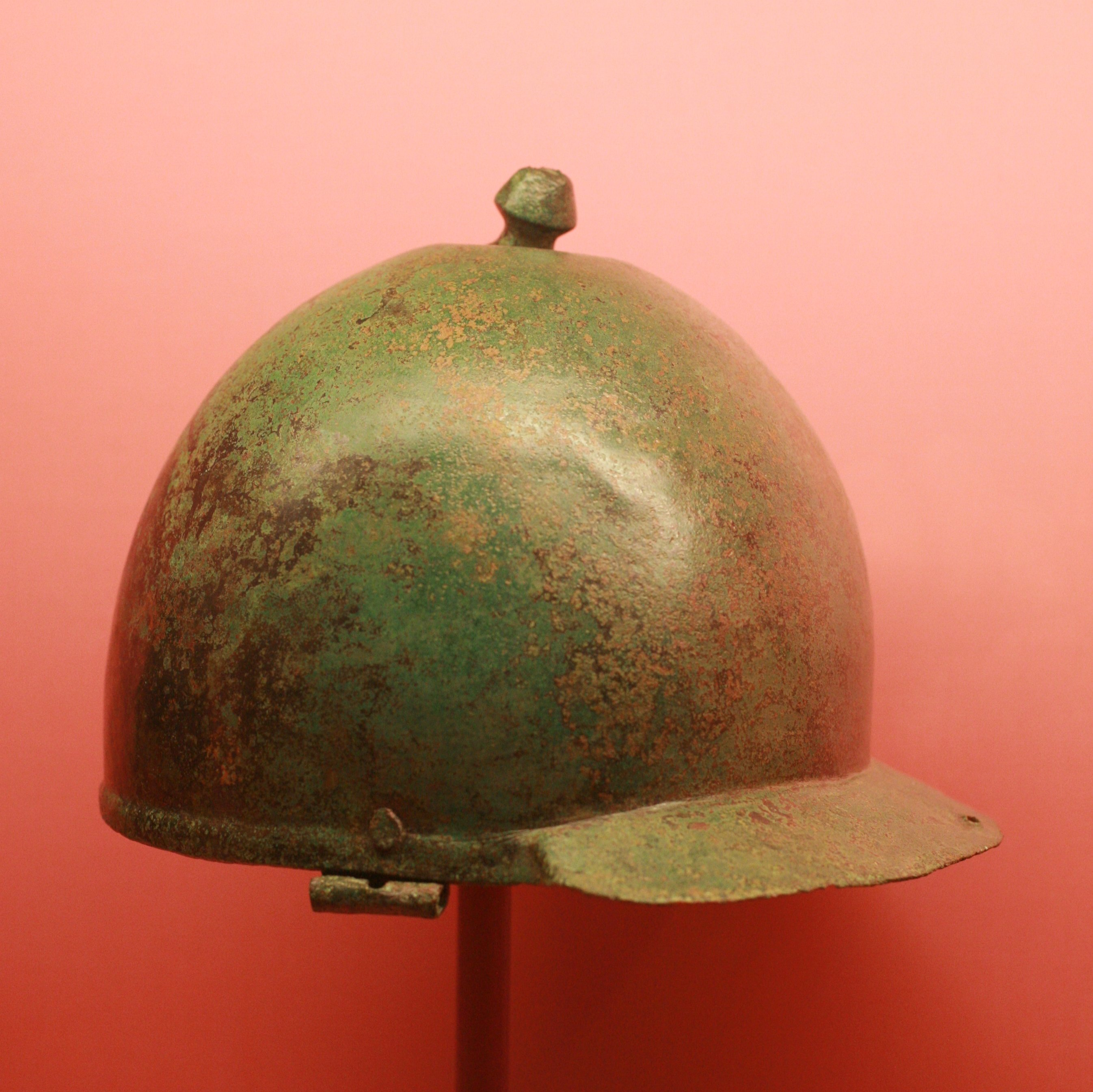
Casco de Montefortino hallado en Carnuntum

El casco de Montefortino  es un tipo de casco militar celta y romano usado desde el siglo III a. C. hasta el siglo I. Su nombre se debe a la región de Montefortino en Ancona, Italia, donde se han encontrado varios ejemplares.